# Pothof
De Pothof was een havezate in de Nederlandse buurtschap Anevelde, provincie Overijssel. Bij de voormalige huisplaats staat boerderij De Pothof.

## Geschiedenis
In de 15e eeuw was de Pothof in bezit van de familie De Baecke. Zij hielden het in achterleen van het Drentse Huis ten Clooster, dat zelf weer een leen was van de bisschop van Utrecht. In 1503 vond een boedelverdeling plaats van de bezittingen van Gosen de Baecke, waarbij zoon Evert de Pothof kreeg toebedeeld. Everts moeder Hendrikje behield wel het vruchtgebruik van de Pothof. Op dat moment was het goed de Pothof een aanzienlijk complex van gebouwen en gronden, maar het lijkt er niet op dat er een adellijk huis stond.

### Riddermatig
Evert trouwde met Heyle van Laer en ze kregen twee kinderen, Gosen en Hermentje. De familie was van adel, maar voldeed niet aan de voorwaarden om als riddermatig te worden gezien. Evert en zijn broer Derk moesten dus belastingen betalen waarvan riddermatigen waren vrijgesteld. In 1546 verzochten Evert en Derk om toch als riddermatig te worden erkend en zo toegang te krijgen tot de statenvergaderingen, hetgeen hen ook lukte.
Zoon Gosen de Baecke erfde een deel van de Pothof. Na de dood van zijn zus in 1558 kon hij haar aandeel aankopen en kreeg zo het gehele goed in bezit. Van 1566 tot 1571 deed hij als riddermatige mee aan de landdagen. In 1569 liet hij nog enkele inwoners getuigen dat de Pothof daadwerkelijk een riddermatig goed was en dat hij daardoor geen belastingen hoefde te betalen en tevens het vis- en jachtrecht bezat. Na zijn overlijden werd in 1574 het bezit verdeeld, waarbij zoon Johan de Pothof kreeg. Volgens de beschrijving stond er toen een omgrachte, waarschijnlijk versterkte woning. De familie De Baecke verhuisde overigens rond 1580 naar Zwolle.

### Havezate
De Pothof kwam via Johans broer Gosen de Baecke in bezit van de familie Grevinck. Gosens dochter Margaretha trouwde namelijk in 1630 met Hendrik Grevinck en hun zoon Duthmer werd in 1650 met de Pothof beleend. Duthmer probeerde in 1659 om de Pothof erkend te krijgen als havezate. Dat lukte in 1663: de Staten van Overijssel waren dan wel niet overtuigd dat de Pothof van oudsher een riddermatig goed was, maar toch besloten ze het te erkennen als havezate. Duthmer kreeg echter geen toegang tot de ridderschap, omdat zijn afkomst onvoldoende was om riddermatig te kunnen zijn. Na Duthmers dood werd zijn weduwe Hendrine Gansneb genaamd Tengnagel in 1678 met de Pothof beleend.  

### Blanckvoort
De schuldeisers van Duthmer Grevinck verkochten in 1681 de Pothof aan Philibert Blanckvoort (1617-1689). Deze bleef in Kampen wonen en besteedde verder geen aandacht aan het huis Pothof. Veel stelde het vermoedelijk ook niet meer voor: in 1675 werd het voor het haardstedengeld aangeslagen voor slechts één vuurstede en bleek de waarde van het goed niet hoger dan het gemiddelde boerenerf in de omgeving. Philiberts kinderen verkochten de Pothof na zijn dood aan neef Jan Blanckvoort (1645-1692), die het op zijn beurt naliet aan zijn zoon Gerhard Jacob.
Gerhard Jacob Blanckvoort (1685-1722) was getrouwd met Maria Judith van der Merwede (1684-1720). Hij werd in 1712 toegelaten tot de ridderschap dankzij zijn bezit van de Pothof, maar hij heeft het huis nooit bewoond. Hun nog jonge kinderen erfden in 1722 de Pothof. Uiteindelijk bleef Elisabeth Maria (1707-1768) in 1744 als enige eigenaar over en zij verkocht de havezate in 1767 aan de predikant Rutgerus Mazier.

### Sloop
Na de dood van Maziers zoon Jacobus Hendrikus werd de Pothof in 1828 opnieuw verkocht. De familie Reinders zou uiteindelijk het goed in bezit krijgen en liet in 1859 het huis afbreken. Het boerenbedrijf werd door hen verplaatst naar de huidige locatie van boerderij De Pothof.
Door de ruilverkaveling van na de Tweede Wereldoorlog is de oorspronkelijke huisplaats uit het landschap verdwenen.
Ahnem · Den Alerdinck · Arendshorst · Arkelstein · Averbergen · Beerze · Den Berg · Bergentheim · Blankena · Borgele · Boskamp · Boxbergen · Bredenhorst · Buckhorst · Campherbeek · Collendoorn · Den Dam · Dieze · Dingshof · Den Doorn · Hof te Dorth · Eerde · Egede · De Gelder · Gerner · Glinthuis · Gramsbergen · De Groote Scheere · De Grote Weede · De Haere · Haerst · Hagenvoorde · Heemse · Herxen · Hoenlo · Hofstede · 't Hogeholt · Hogenhof · 't Hoogehuis · Junne · Kranenburg · Krijtenberg · De Kuile · Het Laar · Langeveldslo · Leemcule · Luttenberg · Melenhorst · Mennigjeshave · Nijenhuis · Oosterveen · Den Ordel · De Pol · Pothof · Rande · Rechteren · Het Reelaer · Rhaan · Rollecate · Rutenberg · Schoonheten · Schuilenburg · Vechterweerd · Velner · Venebrugge · Verborg · Voorst · Vrieswijk · Werkeren · Westerveld · Windesheim · Wittenstein · Wolfshagen · Zuthem
Den Aalshorst · Den Alerdinck · Huis Almelo · Arkelstein · Averbergen · Azoelen · Backenhagen · Bellinckhof · Den Berg · Huis Bergentheim · Beugelskamp · Beverfeurde · Blankena · Hof te Boekelo · Borgbeuningen · Havezate Boskamp · Boxbergen · Havezate Brecklenkamp · Bredenhorst · Buckhorst · Campherbeek · Colckhof · Den Dam · Huis Diepenheim · Dingshof · Dubbelink · Kasteel Eerde · Egede · Havezate Elsen · Everlo · Landgoed Frieswijk · Glinthuis · Huis Gramsbergen · Grimberg · Grotenhuis · De Haere · Haerst · Hagmeule · Slot Hardenberg · Huis Heeckeren · Huis Hengelo · Herxen · Hofstede · Hogenhof · Hondeborg · Katenhorst · Kevelham · Kranenburg · De Kuile · Het Laar · Leemcule · Luttenberg · Mataram · Mennigjeshave · Nijenhuis (Diepenheim) · Nijenhuis (Olst-Wijhe) · Oldemeule · Olidam · Oosterhof · Huis te Ootmarsum · Den Ordel · Pekkedam · Pothof · Rande · Kasteel Rechteren · Het Reelaer · Rhaan · Rutenberg · Huis Saasveld · Havezate Schoonheten · Havezate Schuilenburg · Singraven · Stoevelaar · Kasteel Toutenburg · Twickel · Vechterweerd · Venebrugge · Kasteel Voorst · Warmelo · Wegdam · Weldam · Weleveld · Huis Werkeren · Westerflier · Wittenstein · Zuthem